# وشکا
وشکا (به لاتین: Vašca) یک زیستگاه انسانی در اسلوونی است که در Cerklje na Gorenjskem Municipality واقع شده‌است.

## خصوصیات
وشکا ۶۸ نفر جمعیت دارد و ۳۹۱٫۱ متر بالاتر از سطح دریا واقع شده‌است.